# 36
|  | Denne artikel er om årstallet 36. For andre betydninger se 36 (tal) og 36 (sang). |
| 36                 |
| ------------------ |
| Dødsfald - Fødsler |
|                    |

| Gregoriansk kalender | 36 XXXVI                |
| Ab urbe condita      | 789                     |
| Armensk kalender     | I/T                     |
| Kinesiske kalender   | 2732 – 2733 乙未 – 丙申 |
| Etiopisk kalender    | 28 – 29                 |
| Jødisk kalender      | 3796 – 3797             |
| Hindukalendere       |                         |
| - Vikram Samvat      | 91 – 92                 |
| - Shaka Samvat       | N/A                     |
| - Kali Yuga          | 3137 – 3138             |
| Iransk kalender      | 586 BP – 585 BP         |
| Islamisk kalender    | 604 BH – 603 BH         |